# VTV Cup 2014
Giải bóng chuyền nữ quốc tế VTV Cup 2014 là giải đấu lần thứ 11 với sự phối hợp tổ chức của Liên đoàn bóng chuyền Việt Nam và Đài truyền hình Việt Nam. Giải đấu được tổ chức tại Nhà thi đấu Thể dục thể thao tỉnh Bắc Ninh.

## Các đội tham dự
Các đội tham dự giải lần này bao gồm:
- Việt Nam
- Kazakhstan
- Thái Lan
- Vân Nam (Trung Quốc)
- CHDCND Triều Tiên
- Úc

## Vòng bảng

#### Bảng xếp hạng
| Đội               | Trận | Thắng | Thua | Set thắng | Set thua | Tỷ số | Điểm thắng | Điểm thua | Tỷ số | Điểm |
| ----------------- | ---- | ----- | ---- | --------- | -------- | ----- | ---------- | --------- | ----- | ---- |
| Việt Nam          | 5    | 4     | 1    | 12        | 4        | 3.00  | 380        | 296       | 1.28  | 12   |
| CHDCND Triều Tiên | 5    | 4     | 1    | 12        | 5        | 2.40  | 408        | 333       | 1.22  | 12   |
| Thái Lan          | 5    | 4     | 1    | 13        | 4        | 3.25  | 405        | 333       | 1.21  | 12   |
| Kazakhstan        | 5    | 2     | 3    | 7         | 12       | 0.58  | 371        | 440       | 0.84  | 5    |
| Vân Nam           | 5    | 1     | 4    | 6         | 12       | 0.50  | 368        | 412       | 0.89  | 3    |
| Úc                | 5    | 0     | 5    | 2         | 15       | 0.13  | 293        | 409       | 0.72  | 1    |

#### Kết quả chi tiết
| Ngày | Thời gian |                    | Điểm |                    | Set 1 | Set 2 | Set 3 | Set 4 | Set 5 | Tổng    | Nguồn |
| ---- | --------- | ------------------ | ---- | ------------------ | ----- | ----- | ----- | ----- | ----- | ------- | ----- |
| 17/5 | 15:30     | Việt Nam           | 0–3  | Tuyển trẻ Thái Lan | 20–25 | 18–25 | 15–25 |       |       | 53–75   | Nguồn |
| 17/5 | 18:00     | Kazakhstan         | 3–1  | Vân Nam            | 18–25 | 25–22 | 25–13 | 25–22 |       | 93–82   | Nguồn |
| 17/5 | 20:00     | CHDCND Triều Tiên  | 3–0  | Úc                 | 25–16 | 25–16 | 25–17 |       |       | 75–49   | Nguồn |
| 18/5 | 14:30     | Tuyển trẻ Thái Lan | 3–0  | Úc                 | 25–13 | 25–13 | 25–18 |       |       | 75–44   | Nguồn |
| 18/5 | 17:00     | Kazakhstan         | 0–3  | CHDCND Triều Tiên  | 8–25  | 19–25 | 14–25 |       |       | 41–75   | Nguồn |
| 18/5 | 19:00     | Việt Nam           | 3–0  | Vân Nam            | 25–15 | 25–20 | 25–16 |       |       | 75–51   | Nguồn |
| 19/5 | 12:30     | Vân Nam            | 1–3  | CHDCND Triều Tiên  | 13–25 | 25–23 | 19–25 | 24–26 |       | 81–99   | Nguồn |
| 19/5 | 15:00     | Tuyển trẻ Thái Lan | 3–0  | Kazakhstan         | 25–12 | 28–26 | 25–22 |       |       | 78–60   | Nguồn |
| 19/5 | 17:30     | Việt Nam           | 3–0  | Úc                 | 25–6  | 25–14 | 25–19 |       |       | 75–39   | Nguồn |
| 20/5 | 12:30     | Úc                 | 2–3  | Kazakhstan         | 22–25 | 25–21 | 25–23 | 22–25 | 11–15 | 105–109 | Nguồn |
| 20/5 | 15:00     | Vân Nam            | 1–3  | Tuyển trẻ Thái Lan | 25–17 | 17–25 | 21–25 | 16–25 |       | 79–92   | Nguồn |
| 20/5 | 17:30     | Việt Nam           | 3–0  | CHDCND Triều Tiên  | 25–18 | 25–19 | 27–25 |       |       | 77–62   | Nguồn |
| 21/5 | 12:30     | CHDCND Triều Tiên  | 3–1  | Tuyển trẻ Thái Lan | 27–25 | 20–25 | 25–16 | 25–19 |       | 97–85   | Nguồn |
| 21/5 | 15:00     | Úc                 | 0–3  | Vân Nam            | 20–25 | 22–25 | 14–25 |       |       | 56–75   | Nguồn |
| 21/5 | 17:30     | Việt Nam           | 3–1  | Kazakhstan         | 25–9  | 25–27 | 25–15 | 25–17 |       | 100–68  | Nguồn |

## Vòng tranh thứ hạng 1–6
|  | Bán kết              | Bán kết  |                      |   | Chung kết | Chung kết |
|  |                      |          |                      |   |           |           |
|  | 23-5-2014 - Bắc Ninh |          |                      |   |           |           |
|  |                      |          |                      |   |           |           |
|  | CHDCND Triều Tiên    | 0        |                      |   |           |           |
|  | CHDCND Triều Tiên    | 0        | 20-5-2014 - Bắc Ninh |   |           |           |
|  | Thái Lan             | 3        |                      |   |           |           |
|  | Thái Lan             | 3        | Thái Lan             | 1 |           |           |
|  | 23-5-2014 - Bắc Ninh |          | Thái Lan             | 1 |           |           |
|  |                      | Việt Nam | 3                    |   |           |           |
|  | Việt Nam             | Việt Nam | 3                    | 3 |           |           |
|  | Việt Nam             |          |                      | 3 |           |           |
|  | Kazakhstan           | 0        |                      |   |           |           |
|  | Kazakhstan           | 0        | Tranh hạng ba        |   |           |           |
|  |                      |          |                      |   |           |           |
|  | 20-5-2014 - Bắc Ninh |          |                      |   |           |           |
|  |                      |          |                      |   |           |           |
|  | CHDCND Triều Tiên    | 3        |                      |   |           |           |
|  | CHDCND Triều Tiên    | 3        |                      |   |           |           |
|  | Kazakhstan           | 0        |                      |   |           |           |

### Bán kết
| Ngày | Thời gian |                   | Điểm |            | Set 1 | Set 2 | Set 3 | Set 4 | Set 5 | Tổng  | Nguồn |
| ---- | --------- | ----------------- | ---- | ---------- | ----- | ----- | ----- | ----- | ----- | ----- | ----- |
| 23/5 | 15:00     | CHDCND Triều Tiên | 0–3  | Thái Lan   | 20–25 | 22–25 | 17–25 |       |       | 59–75 | Nguồn |
| 23/5 | 17:30     | Việt Nam          | 3–0  | Kazakhstan | 25–17 | 25–20 | 25–14 |       |       | 75–51 | Nguồn |

### Tranh hạng 5
| Ngày   | Thời gian |         | Điểm |    | Set 1 | Set 2 | Set 3 | Set 4 | Set 5 | Tổng  | Nguồn |
| ------ | --------- | ------- | ---- | -- | ----- | ----- | ----- | ----- | ----- | ----- | ----- |
| 23 May | 12:30     | Vân Nam | 3–0  | Úc | 25–16 | 25–22 | 25–19 |       |       | 75–57 | Nguồn |

### Tranh hạng 3
| Ngày | Thời gian |                   | Điểm |            | Set 1 | Set 2 | Set 3 | Set 4 | Set 5 | Tổng  | Nguồn |
| ---- | --------- | ----------------- | ---- | ---------- | ----- | ----- | ----- | ----- | ----- | ----- | ----- |
| 24/5 | 13:30     | CHDCND Triều Tiên | 3–0  | Kazakhstan | 25–19 | 25–17 | 25–14 |       |       | 75–50 | Nguồn |

### Chung kết
| Ngày | Thời gian |          | Điểm |          | Set 1 | Set 2 | Set 3 | Set 4 | Set 5 | Tổng    | Nguồn |
| ---- | --------- | -------- | ---- | -------- | ----- | ----- | ----- | ----- | ----- | ------- | ----- |
| 24/5 | 16:00     | Thái Lan | 1–3  | Việt Nam | 23–25 | 29–27 | 25–27 | 25–27 |       | 102–106 | Nguồn |

## Xếp hạng chung cuộc
| Xếp hạng | Đội bóng          |
| -------- | ----------------- |
|          | Việt Nam          |
|          | Thái Lan          |
|          | CHDCND Triều Tiên |
| 4        | Kazakhstan        |
| 5        | Vân Nam           |
| 6        | Úc                |

## Các giải thưởng cá nhân
| - Vận động viên xuất sắc nhất giải đấu: Việt Nam Nguyễn Thị Ngọc Hoa - Vận động viên tấn công xuất sắc nhất: Thái Lan Ajcharaporn Kongyot - Vận động viên chắn bóng tốt nhất: Việt Nam Bùi Thị Ngà - Vận động viên chuyền hai tốt nhất: CHDCND Triều Tiên Min Ok Ju - Vận động viên phát bóng tốt nhất: CHDCND Triều Tiên Jong Jin Sim - Vận động viên Libero tốt nhất: Việt Nam Nguyễn Thị Kim Liên - Vận động viên phòng thủ tốt nhất: Thái Lan Tikumporn Changkhiew - Hoa khôi VTV Eximbank Cup 2014: Việt Nam Lê Thanh Thúy |